# Rivulus crixas
Rivulus crixas är en fiskart som beskrevs av Costa 2007. Rivulus crixas ingår i släktet Rivulus och familjen Rivulidae. Inga underarter finns listade i Catalogue of Life.